# 33586 Keeley
33586 Keeley è un asteroide della fascia principale. Scoperto nel 1999, presenta un'orbita caratterizzata da un semiasse maggiore pari a 2,5614243 UA e da un'eccentricità di 0,1003149, inclinata di 6,65404° rispetto all'eclittica.